# Indotestudo travancorica
Indotestudo travancorica är en sköldpaddsart som beskrevs av  George Albert Boulenger 1907. Indotestudo travancorica ingår i släktet Indotestudo och familjen landsköldpaddor. IUCN kategoriserar arten globalt som sårbar. Inga underarter finns listade i Catalogue of Life.
Arten förekommer i södra Indien. Den blev introducerad på Sulawesi och Halmahera.